# Blue (Joni Mitchell)
| Recensione              | Giudizio       |
| ----------------------- | -------------- |
| AllMusic                | [ 3 ]          |
| Robert Christgau        | A              |
| Sputnikmusic            | 5.0 (Classic)  |
| Piero Scaruffi          | [ 6 ]          |
| Ondarock                | Pietra miliare |
| Dizionario del Pop-Rock | [ 8 ]          |
| 24.000 dischi           | [ 9 ]          |
| sentireascoltare        | (8.5/10)       |

Blue è il quarto album della cantautrice canadese Joni Mitchell, pubblicato nel giugno del 1971 dalla Reprise Records (MS 2038).
Fu sia un successo commerciale che di critica, raggiungendo la ventesima posizione nella Billboard Album Chart del settembre 1971. Il singolo Carey raggiunse la novantatreesima posizione della Billboard Hot 100 Chart. Nel 2020 l'album è stato inserito da Rolling Stone al terzo posto nella lista dei 500 migliori album, e ha raggiunto la quattordicesima posizione (la più alta conseguita da una donna) nella classifica 100 Greatest Albums of All Time a cura del canale televisivo VH1.

## Il disco
Dopo il successo dei suoi primi tre album e di canzoni come Woodstock, nel 1970, Joni Mitchell decise di prendersi una pausa. Mentre viaggiava per l'Europa imparò a suonare il dulcimer.  Qualche tempo prima di partire per l’Europa, la cantautrice aveva ordinato un dulcimer degli Appalachi a Joellen Lapidus, che a Los Angeles costruiva questo strumento con l’aiuto del quale scrisse la maggioranza delle composizioni che successivamente sarebbero apparse in Blue.
Nel marzo del 1971 le registrazioni erano pronte per la produzione. Originariamente la scaletta comprendeva anche tre canzoni scartate dai progetti precedenti dell'artista. All'ultimo momento la Mitchell decise di rimuovere due delle tre canzoni così da poter aggiungere nuove incisioni: All I Want e The Last Time I Saw Richard. I brani eliminati sono Urge for Going, portata al successo dal cantante country George Hamilton IV e pubblicata poi nel 1996 all'interno della raccolta Hits), e Hunter (The Good Samaritan) la quale invece non è mai stata ufficialmente pubblicata. Little Green, scritta nel 1967, è l'unica canzone composta da qualche anno che la Mitchell inserì in Blue.
Tra le prime pubblicazioni della Mitchell, questa malinconica e poetica collezione di canzoni autoreferenziali è la più acclamata; essa esplora le varie sfaccettature delle relazioni sentimentali a partire dall'infatuazione, in A Case of You, fino all'insicurezza, in This Flight Tonight. Le canzoni presentano semplici accompagnamenti di pianoforte, chitarra e dulcimer.

## I brani

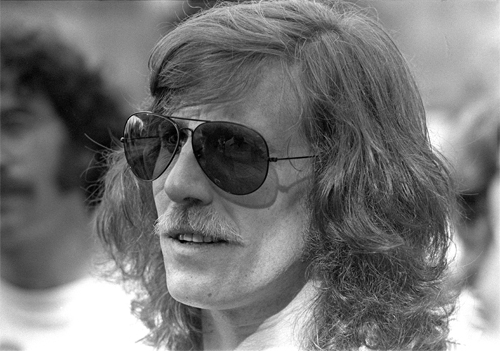
Graham Nash, 1976

- All I Want è un inno all’amore, un procedere di frasi che si ripetono con insistenza[20] e che sono una dichiarazione di devozione nei confronti di Graham Nash ma al tempo stesso l’espressione dei sentimenti contrastanti nei riguardi dell'uomo amato,[21] in una miscela di sofferenza, frenesia, desiderio e vicendevoli ferite.[22] Joni Mitchell è supportata dalle conga di Russ Kunkel (che però non appare accreditato)[23] e dalla chitarra di James Taylor; e già la voce della folksinger era meno alta e squillante rispetto a Clouds per l’effetto del fumo di sigarette sulle sue corde vocali.[24] La composizione fu reinterpretata dalle Supremes nell’album The Supremes Produced and Arranged by Jimmy Webb; e Mary Wilson, cofondatrice del gruppo, la ritenne fra le canzoni preferite della cantautrice canadese.[21]

- My Old Man è dedicata a Graham Nash e mette in risalto del contrapposizione fra se stessi e gli altri, fra amore in comune e libertà in solitudine,[25] rievocando ricordi dei dolci tempi andati[26] e affermando la volontà di non legarsi ufficialmente in matrimonio. È la prima ballata scritta per il pianoforte[21] e vi ricorrono riff melodici che fanno da contrappunto alla voce.[27]

- Little Green, composta nel 1966, era entrata subito nella scaletta dei tour di Joni Mitchell: al Second Fret di Philadelphia venne incisa ed eseguita successivamente in uno stracolmo Cafe Au Go Go di Bleecker Street, a New York.[28] È la composizione più straziante della sua carriera, un capolavoro di afflizione; era indirizzata alla figlia, partorita e data in adozione, che la cantautrice aveva soprannominato Kelly Green,[29] e il testo è un ricordo amaro, una lettera d’addio  con frasi ripetute per creare un effetto melodico e il senso di una cerimonia.[30] È per Joni Mitchell una terapia individuale di aiuto rivolta a una madre tormentata affinché possa superare il dolore per avere abbandonato la figlioletta, e al tempo stesso per quest’ultima la speranza di un futuro migliore.[31]

- Carey è dedicata a un personaggio che la cantautrice conobbe in una taverna di Creta. Si trattava di Cary Raditz, un ventiquattrenne della Nord Carolina, che di quella taverna era il tuttofare, e che inoltre si era messo a fabbricare sandali di cuoio di eccellente fattura. Periodicamente faceva strani viaggi in Afghanistan e aveva una certa popolarità nel mondo dei tossicodipendenti cretesi.[32] Per lui Joni Mitchell compose un brano pieno di energia,[33] e Carey, insieme a California e a All I Want, forma il trittico di canzoni vivaci e ritmate presenti nell’album e ne rappresenta il momento più luminoso, tanto che, su pressioni della Reprise Records, fu estratto come singolo con California sull’altra facciata.[34]

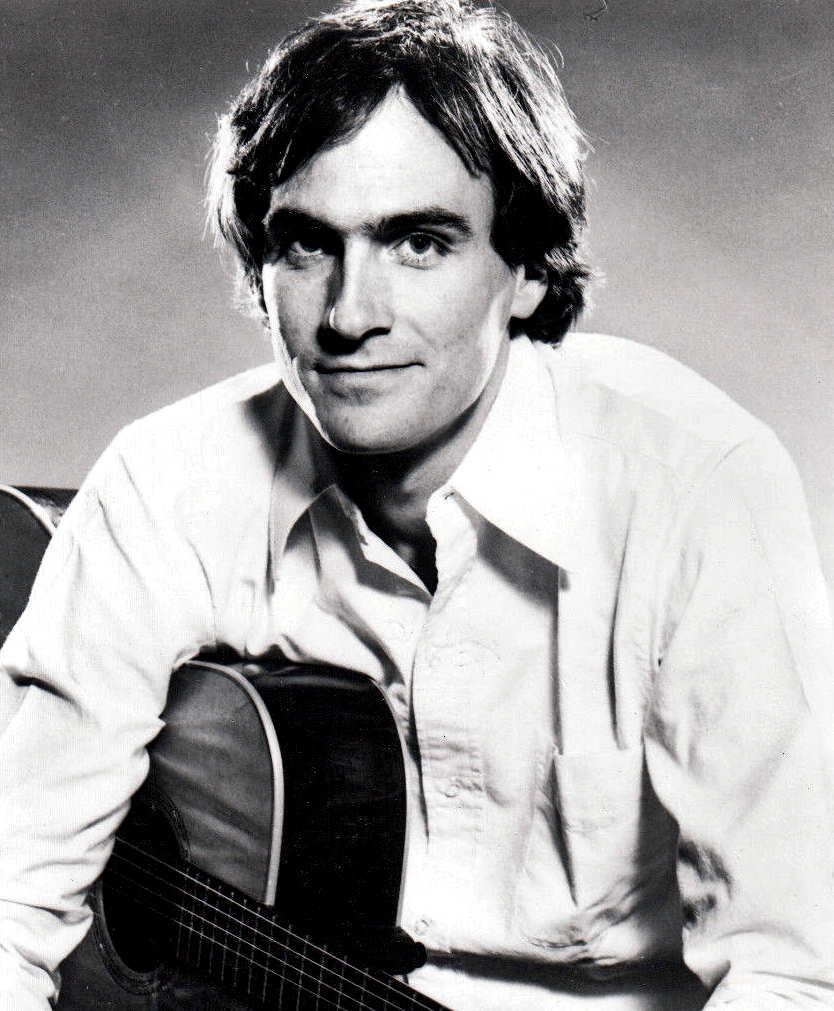
James Taylor nei tardi anni '70

- Blue ha l’andamento di una ninnananna con l’accordo in coda non risolto, ed è una canzone nella quale Joni Mitchell pare che dia l’addio a James Taylor,[35] al quale è rivolto un verso (“Needles, guns and grass”) che intende riferirsi alla tossicodipendenza del cantautore.[36] I versi delineano un rapporto descritto non tanto su dettagli reali ma su immagini legate al mare, e in questo modo persone e cose sono sostituite da nomi di fantasia – i tatuaggi rappresentano le ferite permanenti inferte dall’amore.[37]

- California, eseguita dalla cantautrice accompagnandosi con il dulcimer,[38] è il pezzo forte dell’album e fu composta fra Parigi e Ibiza e rifinita a Los Angeles.[39] La composizione apre il lato B di Blue rievocando le tappe del viaggio europeo ma esprimendo apertamente la nostalgia di casa,[40] e inserendo versi che accennano alla guerra in Vietnam e al declino dei sogni di pace coltivati nella Summer of Love.[39] Con il verso “Will You Take Me As I Am?” Joni Mitchell dichiara l’accettazione di se stessa, del proprio carattere e delle proprie indecisioni, presa d’atto che la farà andare oltre le composizioni di carattere autobiografico.[41]

- This Flight Tonight. In armonia con diverse tracce dell’album, anche questo brano è ispirato all’idea del viaggio,[42] questa volta all’interno dei confini degli USA dato che l’aereo è in atterraggio a Las Vegas.[43] Come per A Case of You, il brano si ispira a Leonard Cohen.[36]

- River rievoca il tema del Natale con l’accenno iniziale delle note di apertura di Jingle Bells[23] e costituisce un rifugio non tanto da relazioni sentimentali con altri partner quanto da se stessa.[44] La composizione si riferisce a un altro viaggio, non però nello spazio ma questa volta nel tempo, quando bambina in inverno godeva di sconfinati spazi innevati e di fiumi ghiacciati sui quali pattinare, in una condizione di assoluta libertà e spensieratezza per le quali ora la folksinger prova nostalgia e tenerezza.[45]

- A Case of You è dedicata a Leonard Cohen,[46] come dimostrerebbero le immagini religiose e la mappa del Canada.[43] È un esempio di tema confessionale, e non solo in termini musicali e poetici ma più generalmente in relazione alle arti visive, modello di un’artista completa quale Joni Mitchell si considera.[47] Nel brano sono richiamate due frasi che il cantautore canadese rivolgeva alla cantautrice: «I am as constant as a Northern Star», che Cohen riprese dal Giulio Cesare di Shakespeare e «Love is touching soul», una citazione da Rilke; appare anche la figura della madre di Cohen in questa melodia punteggiata da ricordi di amore ed eseguita al dulcimer.[48]

- The Last Time I Saw Richard rimanda all’ex marito Chuck;[43] e alla sua fuga da lui nel 1968 lasciandolo a Detroit. Con il tono malinconico del pianoforte che l’accompagna nel brano, la folksinger canta inoltre della nuova vita di Chuck e del suo matrimonio con una pattinatrice artistica, prendendo in esame anche la propria esistenza dopo la separazione matrimoniale.[49] Nel brano Joni Mitchell conduce i primi esperimenti sulle tecniche vocali jazz, con particolare riguardo all’uso delle blue notes.[50]

## Tracce
Tutti i brani composti da Joni Mitchell.
Lato A
1. All I Want – 3:32
2. My Old Man – 3:33
3. Little Green – 3:25
4. Carey – 3:00
5. Blue  – 3:00

Durata totale: 16:30
Lato B
1. California – 3:48
2. This Flight Tonight – 2:50
3. River – 4:00
4. A Case of You – 4:20
5. The Last Time I Saw Richard – 4:13

Durata totale: 19:11

## Musicisti
- Joni Mitchell - voce, chitarra acustica, pianoforte, dulcimer degli Appalachi
- Stephen Stills - basso, chitarra (brano: Carey)
- James Taylor - chitarra (brani: California, All I Want e A Case of You)
- Sneeky Pete (Sneaky Pete Kleinow) - chitarra pedal steel (brani: California e This Flight Tonight)
- Russ Kunkel - batteria (brani: California, Carey e A Case of You)

Note aggiuntive:
- Joni Mitchell - produttore
- Registrazioni effettuate al A&M Studios di Los Angeles, California
- Henry Lewy - ingegnere della registrazione
- Gary Burden - direttore artistico
- Tim Considine - fotografia di copertina[51]